# История теории относительности
Предпосылкой к созданию теории относительности явилось развитие в XIX веке электродинамики.
Результатом обобщения и теоретического осмысления экспериментальных фактов и закономерностей в областях электричества и магнетизма стали уравнения Максвелла, описывающие эволюцию электромагнитного поля и его взаимодействие с зарядами и токами.
В электродинамике Максвелла скорость распространения электромагнитных волн в вакууме не зависит от скоростей движения как источника этих волн, так и наблюдателя, и равна скорости света. Таким образом, уравнения Максвелла оказались неинвариантными относительно преобразований Галилея, что противоречило классической механике.

## От Галилея до Максвелла

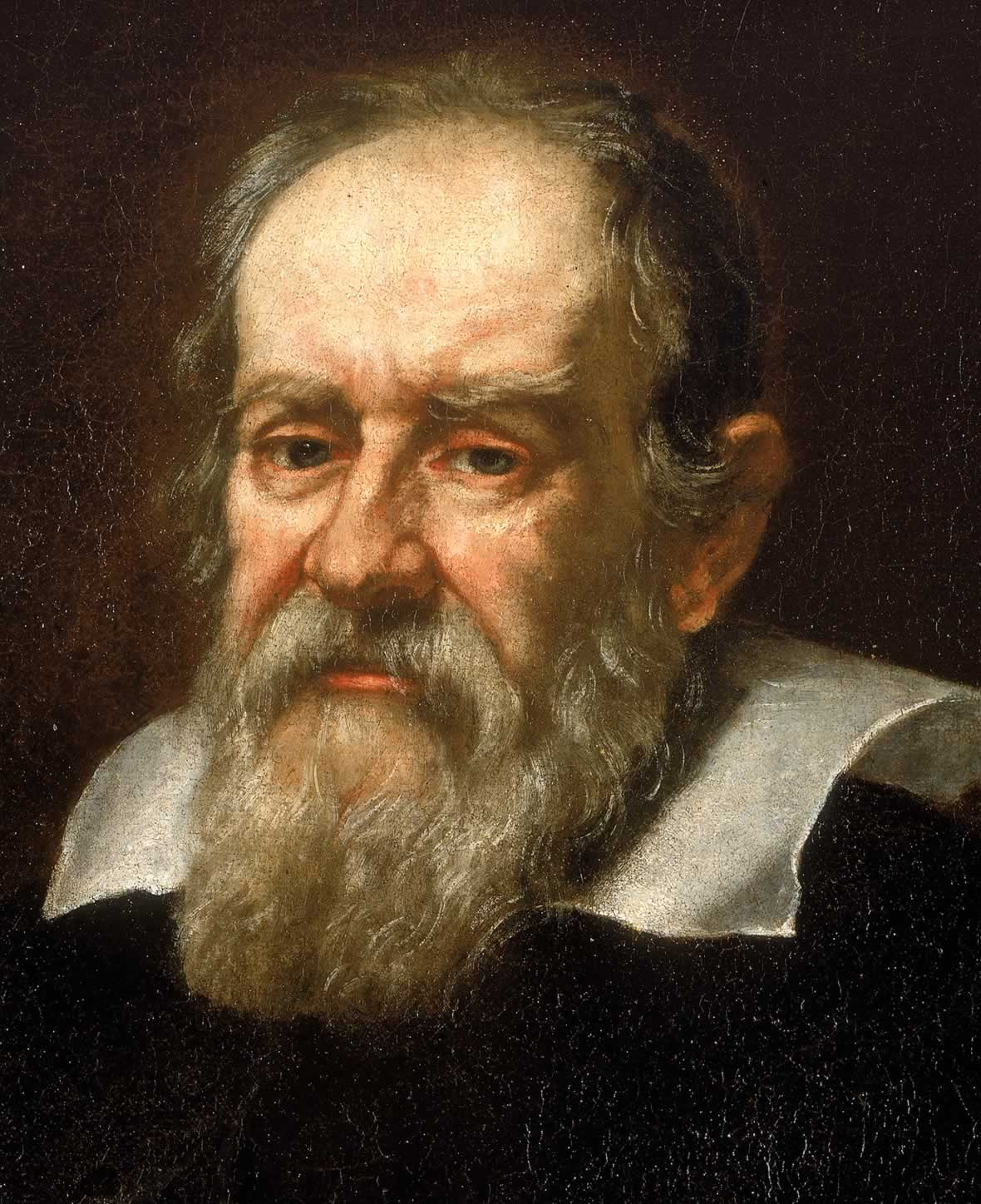
Галилео Галилей

В 1632 году в книге Диалоги о двух главнейших системах мира — птоломеевой и коперниковой
Галилео Галилей привёл рассуждения, получившие в дальнейшем название принципа относительности:

Пока корабль стоит неподвижно, наблюдайте прилежно, как мелкие летающие животные с одной и той же скоростью движутся во все стороны помещения; все падающие капли попадут в подставленный сосуд, и вам, бросая какой-нибудь предмет, не придется бросать его с большей силой в одну сторону, чем в другую, если расстояния будут одни и те же.
Заставьте теперь корабль двигаться с любой скоростью, и тогда (если только движение будет равномерным и без качки в ту и другую сторону) во всех названных явлениях вы не обнаружите ни малейшего изменения и ни по одному из них не сможете установить, движется ли корабль или стоит неподвижно.

Этот принцип, утверждающий эквивалентность различных инерциальных систем отсчёта, сыграл важную роль как в классической механике, так и в специальной теории относительности. Преобразования, связывающие результаты наблюдений относительно двух инерциальных систем отсчёта, получили название преобразования Галилея.
Галилей, по-видимому, впервые предпринял также попытку измерить скорость света при помощи наземных экспериментов. Однако удалось это сделать только Олафу Рёмеру в 1676 году. Наблюдая изменение периода обращения спутника Юпитера Ио в зависимости от взаимного расположения Земли и Юпитера, Рёмер объяснил его конечностью скорости распространения светового сигнала и смог оценить эту скорость. В метрической системе результат измерений Рёмера соответствует 214 300 км/с. Спустя 50 лет, в 1727 году, похожий результат получил Джеймс Брэдли, наблюдая аберрацию звёзд (изменение их видимого положения) при движении Земли вокруг Солнца.

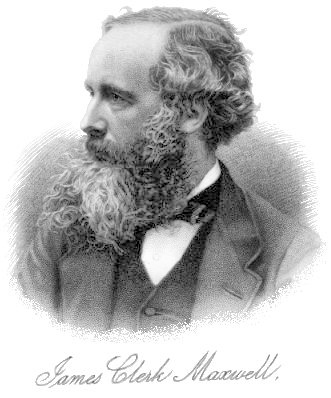
Джеймс Клерк Максвелл

Параллельно с экспериментами по измерению скорости света происходили размышления относительно природы света. Огюстен Френель, основываясь на волновой теории, в 1818 году успешно объяснил явление дифракции. Джеймс Клерк Максвелл, обобщая экспериментальные открытия Эрстеда, Ампера и Фарадея в 1864 записал систему уравнений, описывающих эволюцию электромагнитного поля. Из уравнений Максвелла следовало, что в пустом пространстве электромагнитные волны распространяются со скоростью света. На основании этого была выдвинута гипотеза о волновой, электромагнитной природе света.

## Эксперименты
Таким образом, к середине XIX века волновая природа света стала доминирующей концепцией. Так как все известные к тому времени волновые процессы протекали в той или иной среде (вода, воздух), достаточно естественной оказалась модель эфира, некоторой субстанции, возмущения которой проявляются как электромагнитные волны. Уравнения Максвелла при этом интерпретировались как записанные относительно системы отсчёта, связанной с эфиром. Возник вопрос о взаимосвязи движущихся материальных тел и эфира. В частности, увлекается ли эфир движущимися сквозь него объектами, подобно увлечению воздуха в трюме корабля? Последовала серия экспериментов по выяснению характера увлечения эфира и определения скорости Земли относительно этой субстанции.

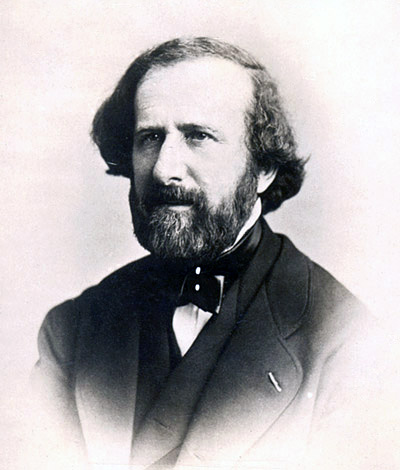
Арман Ипполит Луи Физо

В 1851 г. Физо поставил эксперимент по измерению скорости света в движущейся среде, в качестве которой выступал поток воды. Его результат с точностью до первого порядка малости по скорости воды v привёл к следующему соотношению для скорости света:
{\displaystyle c(v,n)={\frac {c}{n}}+k\,v,~~~~~~~~~~~~k=1-{\frac {1}{n^{2}}},}
где n — показатель преломления, c — скорость света в пустоте, а c/n — скорость света в неподвижной воде. Если основываться на классическом правиле сложения скоростей, это соотношение свидетельствовало о частичном увлечении эфира с коэффициентом k (при k=1 эфир увлекается полностью, а при k=0 — увлечения нет вообще).

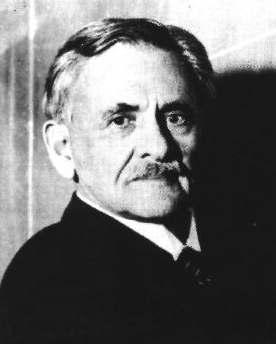
Альберт Абрахам Майкельсон

Серию следующих важных экспериментов в 1881 г. предпринял Майкельсон. При помощи интерферометра он измерял время прохождения света в двух перпендикулярных направлениях. Ориентация интерферометра изменялась в пространстве, поэтому при отсутствии увлечения эфира Землёй появлялась возможность по разности времён определить абсолютную скорость движения Земли относительно системы отсчёта, связанной с эфиром. Эксперимент дал отрицательный результат, смещение полос интерференционной картины не совпало с ожидаемым (теоретическим). Это могло свидетельствовать либо о полном увлечении эфира, либо о неподвижности Земли. Последняя возможность была маловероятна, так как Земля со скоростью 30 км/c двигается, по крайней мере, вокруг Солнца. Привлечение же гипотезы полного увлечения эфира противоречило наблюдаемой годовой аберрации звёзд, которая в этом случае отсутствовала бы. В дальнейшем эксперименты Майкельсона неоднократно повторялись (Майкельсон и Морли (1887), Морли и Миллер (1902—1904), и т. д.). Для уменьшения потенциального эффекта увлечения эфира установка поднималась в горы, однако получался результат, не совпадающий с ожидаемым.

## Создание СТО

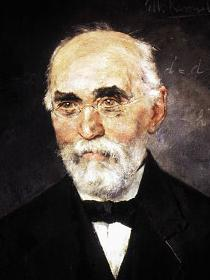
Хендрик Лоренц

Важный вклад в построение теоретических моделей эфира и его взаимодействия с веществом внёс Хендрик Лоренц. В его модели эфир представлял собой диэлектрическую субстанцию с единичной диэлектрической проницаемостью {\displaystyle \varepsilon =1}. Наблюдаемая электрическая индукция {\displaystyle \mathbf {D} =\varepsilon \mathbf {E} } складывалась из индукции вещества {\displaystyle \mathbf {D} =(\varepsilon -1)\mathbf {E} } и эфира {\displaystyle \mathbf {D} =\mathbf {E} }. Последняя, по теории Лоренца, не увлекалась при движении вещества, и Лоренц смог объяснить эксперимент Физо.
Однако эксперименты Майкельсона противоречили электронной теории Лоренца, так как требовали для своего объяснения полного увлечения эфира. Лоренц (1892 г.) и, независимо от него, Фицджеральд (1893 г.) ввели достаточно искусственное предположение о том, что объекты (например, плечи интерферометра Майкельсона) при движении сквозь эфир сокращаются
{\displaystyle l=l_{0}{\sqrt {1-v^{2}/c^{2}}}} в направлении движения. Это сокращение позволяло объяснить отрицательный результат опыта Майкельсона и, в свою очередь, объяснялось взаимодействием частиц вещества с эфиром.
Одновременно с этим шёл поиск преобразований, оставляющих уравнения Максвелла инвариантными. В 1887 г. Фойгт записал преобразования координат и времени, которые оставляли неизменными форму распространения волн в эфире. В его преобразованиях время имело различный темп в различных пространственных точках. В 1892 г. Лоренц ввёл т. н. местное время {\displaystyle t'=t-(v/c^{2})x} и показал, что с точностью до первого порядка по скорости уравнения Максвелла остаются неизменными при движении системы отсчёта сквозь эфир. В 1900 г. Лармор в книге «Эфир и материя» привёл преобразования, относительно которых уравнения Максвелла остаются инвариантными в любом порядке по скорости v. Эти же преобразования были переоткрыты Лоренцем в его статье 1904 г. Благодаря работам Пуанкаре эти преобразования в дальнейшем стали называть преобразованиями Лоренца. Ни Лармор, ни Лоренц не придавали преобразованиям характера общих пространственно-временных закономерностей и связывали их лишь с электромагнитными свойствами вещества и эфира. Сам Лоренц в конце своей жизни писал
:

Основная причина, по которой я не смог предложить теории относительности, заключается в том, что я придерживался представления, будто лишь переменная t может считаться истинным временем, а предложенное мной местное время t′ должно рассматриваться только в качестве вспомогательной математической величины.

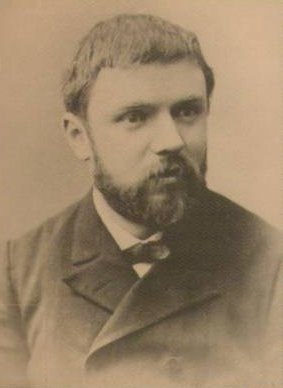
Анри Пуанкаре

Важную роль в развитии электронной теории Лоренца и в формулировке физических идей, которые легли в основу специальной теории относительности, сыграл Анри Пуанкаре. В частности, ему принадлежит ясная формулировка принципа относительности для электромагнитных явлений. В своей работе 1895 г. он писал:

Невозможно обнаружить абсолютное движение материи, или, точнее, относительное движение весомой материи и эфира.

В 1898 г. в статье «Измерение времени» Пуанкаре выдвинул гипотезу постоянства скорости света и обратил внимание на условный характер понятия одновременности двух событий. В книге «Наука и гипотеза» (1902 г.) Пуанкаре пишет:

Не существует абсолютного времени. Утверждение, что два промежутка времени равны, само по себе не имеет смысла и можно применять его только условно.

Под влиянием работ Пуанкаре Лоренц в 1904 году предложил новый вариант своей теории. В ней он предположил, что при больших скоростях механика Ньютона нуждается в поправках. Анри Пуанкаре далеко развил эти идеи в статье «О динамике электрона», краткий анонс которой был опубликован в сообщениях французской академии в июне 1905 г. В этой статье был сформулирован всеобщий принцип относительности, совместный с преобразованиями Лоренца. Пуанкаре установил групповой характер преобразований Лоренца и нашёл выражение для четырёхмерного интервала как инварианта этих преобразований. В этой же работе он предложил релятивистское обобщение теории гравитации, в которой тяготение распространялось в эфире со скоростью света. Несмотря на то, что фактически Пуанкаре сформулировал основные постулаты СТО, его работы были написаны в духе эфирной теории Лоренца:

Результаты, полученные мною, согласуются во всех наиболее важных пунктах с теми, которые получил Лоренц. Я стремился только дополнить и видоизменить их в некоторых деталях.

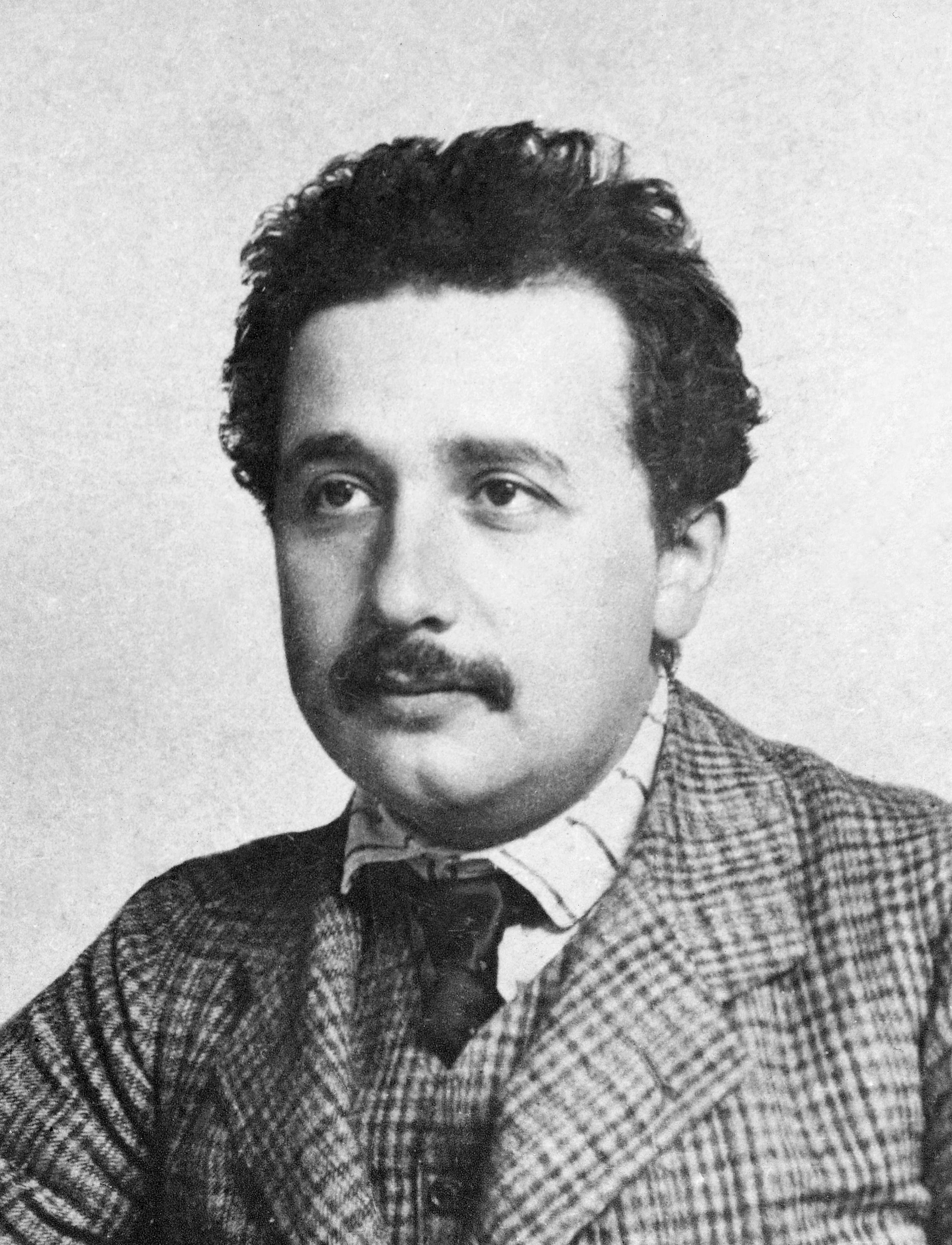
Альберт Эйнштейн

В сентябре 1905 г. Альберт Эйнштейн публикует свою знаменитую работу «К электродинамике движущихся тел». Несмотря на «электродинамическое» название, работа Эйнштейна существенно отличалась по своему характеру от работ Пуанкаре и Лоренца. Она была проста в математическом плане и содержала пересмотр физических представлений о пространстве и времени. В её первом разделе Эйнштейн рассматривает процедуру синхронизации двух часов и пишет:

Дальнейшие соображения опираются на принцип относительности и на принцип постоянства скорости света. Мы определяем оба принципа следующим образом:

1. Законы, по которым изменяются состояния физических систем, не зависят от того, к какой из двух координатных систем, находящихся относительно друг друга в равномерном поступательном движении, эти изменения состояния относятся.

2. Каждый луч света движется в покоящейся системе координат с определенной скоростью V независимо от того, испускается ли этот луч света покоящимся или движущимся телом.

На основе этих постулатов Эйнштейн достаточно просто получил преобразования Лоренца. Подобный аксиоматический подход, общность и наглядный физический анализ измерительных процедур сразу привлёк широкое внимание. Именно эта работа фактически знаменовала собой завершение создания специальной теории относительности.

## Дальнейшее развитие
Часть учёных сразу приняли СТО: Макс Планк (1906) и сам Эйнштейн (1907) построили релятивистскую динамику и термодинамику.
Герман Минковский в 1907 году представил математическую модель кинематики СТО, в которой преобразования Лоренца вытекают из геометрии четырёхмерного псевдоевклидова пространства. В пространстве Минковского лоренцевы преобразования являются преобразованиями поворотов координатных осей.
Были, однако, и критики новых концепций. Они указывали на то, что теория относительности не предсказывает новых фактов, которые можно проверить экспериментально, и ничем не лучше теории Лоренца. Появились попытки найти в СТО внутренние противоречия. Концепцию эфира продолжали поддерживать Дж. Дж. Томсон, Ленард, Лодж и другие известные физики. Сам Лоренц прекратил критику СТО только к концу жизни.

## Работы по аксиоматике СТО
В 1910 году на собрании немецких натуралистов и врачей русский учёный
Владимир Игнатовский сделал доклад «Некоторые общие замечания к принципу относительности»:

Сейчас я ставлю перед собой вопрос о том, к каким взаимосвязям или, точнее, уравнениям преобразования, можно прийти, если поставить во главу исследования только принцип относительности.

Игнатовский показывал, что исходя из линейности преобразований, принципа относительности и изотропности пространства, можно вывести преобразования Лоренца. В этом выводе второй постулат Эйнштейна об инвариантности скорости света не использовался.
В следующем 1911 году в Annalen der Physik выходит работа Филиппа Франка и Германа Роте: «О преобразовании пространственно-временных координат из неподвижных систем в движущиеся»,
в которой подход Игнатовского получил существенное развитие. Основываясь на групповом анализе, Франк и Роте в классе линейных функций нашли наиболее общие преобразования между инерциальными системами отсчёта. Они оказались зависящими от двух фундаментальных констант, имеющих размерность скорости. Добавление аксиомы изотропности пространства переводит эти преобразования в преобразования Лоренца, а аксиома абсолютности времени — в преобразования Галилея. Франк и Роте также, по-видимому, первыми, отметили, что наиболее общими преобразованиями между двумя инерциальными системами отсчёта являются дробно-линейные функции.
Несмотря на фундаментальную важность этих работ для вопросов основания физики, они остались практически незамеченными. Большинство учебной литературы вплоть до настоящего времени основывается на аксиоматическом подходе Эйнштейна. Среди немногочисленных упоминаний работ Игнатовского, Франка и Роте можно отметить учебник Вольфганга Паули «Теория относительности». Однако, в связи с этими работами он пишет:

Из теоретико-групповых соображений можно получить лишь внешний вид формул преобразования, но не их физическое содержание.

При этом подразумевается, что возникающая в преобразованиях Лоренца фундаментальная константа скорости, не может быть, без привлечения дополнительных гипотез, интерпретирована как скорость света.
Заметим, что идея о том, что для обоснования СТО не требуется второго постулата Эйнштейна, неоднократно переоткрывалась,
однако обычно без упоминания основополагающих работ 1910—1911 года. Общий обзор работ по аксиоматизации СТО (в рамках хроногеометрии) может быть найден в работе Гуца в Успехах математических наук.